# Artemisia nesiotica
Artemisia nesiotica là một loài thực vật có hoa trong họ Cúc. Loài này được P.H.Raven mô tả khoa học đầu tiên năm 1963.